# Nilla Nielsen
Nilla Nielsen, född Pernilla Christina Nielsen 29 januari 1975 i Helsingborg, är en svensk sångare, låtskrivare, musikproducent och författare. År 2004 debuterade hon med albumet Redemption Sky.
Nielsen hämtar sina influenser från  U2, Jimi Hendrix, Alanis Morissette, Bob Dylan och Tracy Chapman, vilket många gånger har resulterat i en blandning av rockiga ballader och indiepop.
Nielsen har släppt sex studioalbum, ett soundtrack, en självbiografisk bok och en spänningsroman.

## Biografi
Nilla Nielsen är född och uppvuxen i Helsingborg, men tillbringade en stor del av sin barndom i Göinges skogar, där hennes mamma har sina rötter. Nielsens familj var musikalisk och det var alltid musik i hemmet. Sin första låttext skrev hon när hon var åtta år. Den handlade om empati och tron på att förändra världen. Sitt första rockband började hon spela keyboard i när hon var 13 år. Innan dess var det elorgel som gällde och några år senare fick hon sin första gitarr. 
Under 2002 deltog Nielsen som rymmare tillsammans med Annki Jönsson i TV4-satsningen Position X.  Paret hamnade på andra plats i tävlingen efter den avslutande omröstningen.

### Skivbolag, album och tsunamikatastrof
Nielsen startade skivbolaget Gecko Music 2004 och släppte i slutet av samma år albumet Redemption Sky . Låten "Goldfish In a Bowl" från debutalbumet finns med i soundtracket till långfilmen Hata Göteborg.
Strax efter att Redemption Sky gavs ut reste hon till Thailand. Där skadades hon allvarligt i tsunamikatastrofen på Phi Phi Islands. Hon befann sig på stranden när tsunamin kom och hennes skador medförde att hon var sjuk i infektioner i mer än ett år. Planerad promotion och spelningar fick ställas in och upplevelsen gjorde avtryck i hennes skapande. Den suggestiva låten "Black Water" från egenproducerade albumet Shellshocked (2008) är tillägnad alla de saknade därifrån. Efter tsunamin skrev Nielsen Himmelen måste saknat sin ängel som laddats ner över 16 000 gånger. Nielsen har framfört låten vid flera minnesceremonier.
I januari 2010 släpptes hennes tredje album, ambienta Shadows. Våren 2010 medverkade Nielsen i en längre intervju i SVT:s Go'kväll.. Under 2010 blev hennes musikvideo för singeln "Just Dance" uppmärksammad (videon är inspelad helt under vatten) och nominerades bland annat till The North Sea Film Festival i Amsterdam, där Nielsen även uppträdde live.
I juni 2010 släppte Nielsen sitt fjärde album Higher Ground , som hon skrivit, producerat och där hon spelar de flesta instrument själv. Våren 2011 lanserades Higher Ground i Tyskland. Vid samma tid gav Nielsen ut "Tror jeg elsker dig", som är en klubblåt på danska. Midsommaren och vintern 2011 gav Nielsen konserter i Nordnorge. Sommaren 2012 spelade hon på Copenhagen Songwriters Festival.
Nielsens fyra första album har alla varit på engelska, men i juli 2012 släppte hon albumet Så nära, där hon för första gången sjunger helt på svenska.
De nya låtarna på svenska, inte minst singlarna "Kommer inte att sova i natt", "Jag har sett det på Facebook" och "Så nära", har öppnat nya vägar och hon har bland annat spelat på flera visfestivaler. Nielsen har haft flera spelningar i Sverige, men även i Danmark, Norge och på Azorerna.
2015 gav Nielsen ut jullåten "Hjärtats sång", som hon skrivit tillsammans med Lasse Lindbom.
I november 2016 släppte Nielsen sitt sjätte studioalbum Good Day, som tar oss tillbaka till Nielsens rötter i rocken, och doftar Led Zeppelin, Jimi Hendrix, Bob Dylan, Alanis Morissette, Sheryl Crow, Kacy Crowley och PJ Harvey-influenser. Nielsens karaktäristiska starka och poetiska texter behandlar inte bara komplicerade kärleksrelationer utan även politiskt brinnande aktuella ämnen som jämlikhet, patriarkat, miljöfrågor, utnyttjandet av världens resurser och existentialism. Singlarna "Good Day" och "Destination Unknown" har spelats flitigt på Sveriges Radio P4. I november-december 2016 spelade Nielsen på Sundspärlans julshow "Tomtebloss & rock n roll" i Helsingborg tillsammans med Hasse Andersson och Nisse Hellberg.
I december 2017 medverkade Nielsen i organisationen Light of Days välgörenhetskonserter i Köpenhamn och Malmö, tillsammans med bl a Eric Bazilian (The Hooters), Vini "Mad Dog" Lopez (Bruce Springsteen & The E Street Band), Jeffrey Gaines och Joe D’Urso. 
Samma månad släppte Nielsen jullåten "Santa Claus I Promise I'll Be Good Next Year (If This Is Christmas)" och 2018 singlarna "I Rode Up to the Mountain on a Unicorn" och en liveversion av "Himmelen måste saknat sin ängel", som ingår i soundtracket till filmen "1% - Den inre rösten".
Efter att Nielsen fick barn tog hon en paus från livespelningar, men sedan vintern 2023 har hon gjort comeback och står åter på scenen. I juli 2024 spelade Nielsen den nyskrivna låten "Hey Little Girl" på Sommarpaviljongen i Helsingborg.

### Miljö- och samhällsengagemang
På grund av sitt miljö- och samhällsengagemang har Nielsen medverkat med sin musik i många sammanhang. "Hymn For Orangutan" från albumet Higher Ground är tillägnad Lone Drøscher Nielsens arbete för att rädda de sista orangutangerna och regnskogen på Borneo. Nielsen arrangerade 2009 Systerfestivalen till förmån för organisationen Maiti Nepal. Nielsens musik är med i Greenpeace klimatfilm Framtiden börjar nu och i dokumentärfilmen om hemlösa Känn ingen sorg för mig Helsingborg av Jill Jarnsäter och Diddi Olofsson. Sången "Spirit Sister" är specialskriven till Lena Landéns undervattensfilm om fridykning med vilda delfiner. Låten "Sima" finns med i en film om hedersrelaterat våld.
På hösten 2012 mottog Nielsen Project Save The Earths hederspris vid Miljöfestivalen i Göteborg. Motiveringen löd "För sitt fina miljö- och samhällsengagemang bland annat för orangutanger och regnskog på Borneo samt Systerfestivalen till förmån för Maiti Nepal".

### Böcker
I januari 2014 gav Nielsen ut självbiografin Valhajsflickan – en sann berättelse om och av en överlevare . Boken är Nielsens debut som författare och hade även ett medföljande soundtrack.
I september 2016 följde hon upp med spänningsromanen Tiger. Boken är Nielsens romandebut.

## Priser och utmärkelser
- 2008 – SKAP-stipendium
- 2010 – Konstnärsnämndens stipendium
- 2011 – SKAP-stipendium
- 2012 – Project Save The Earths hederspris vid Miljöfestivalen i Göteborg

## Band och artistsamarbeten

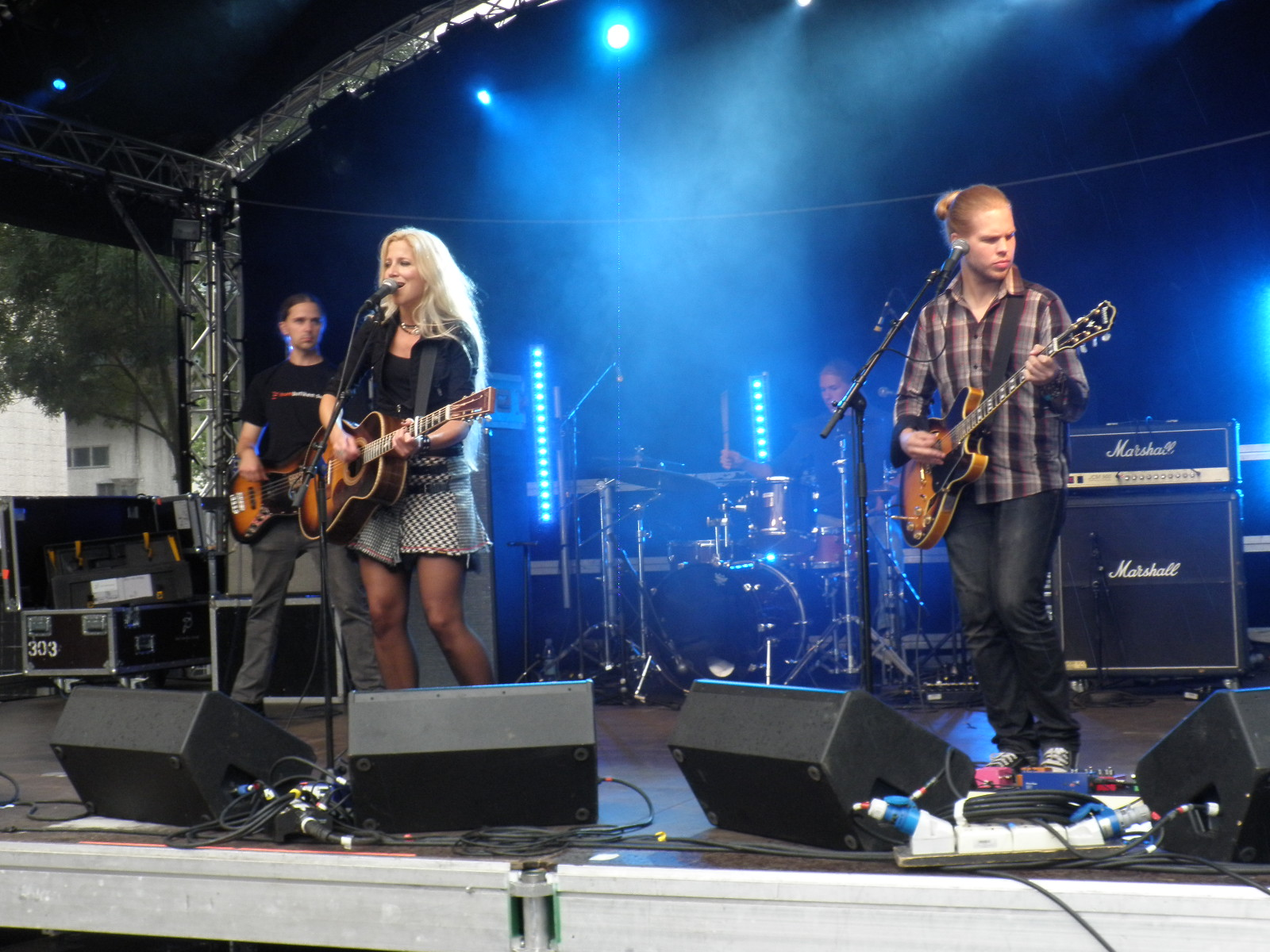
Nilla Nielsen på Helsingborgsfestivalen 29 juli 2011

### Band
- Nilla Nielsen – sång, gitarr och munspel
- Erik "Bobo" Urban – bas, gitarr och kör
- Niklas Ekelund – gitarr och kör
- Bengt Johnson – trummor
- Josef Underdal – gitarr, trummor, bas och kör
- Jon Jarnsäter – gitarr och kör

Nilla Nielsen spelar solo, duo eller med helt band och det varierar mellan ovanstående musiker.

### Artistsamarbeten
- Nils Erikson – Erikson medverkar på Nielsens album Redemption Sky och Shellshocked. Nielsen har medverkat och skrivit texter till Eriksons album On the Verge (2007)[13]
- Roger Pontare – Nielsen har skrivit texten till Roger Pontares låt Krigarens själ (2006)
- Dan Hylander – Nielsen har turnerat med Dan Hylander & Orkester 2009-11 och medverkar på albumet Den försenade mannen (2011)
- Janne Bark – Bark medverkar på Nielsens album Så nära. Nielsen sjunger duett med Bark på låten Snöklädda änglar (2011)
- Blått & Rått – Nilla sjunger på Blått & Råtts låt Fredløs (2012)
- Lasse Lindbom – Lindbom medverkar och har tillsammans med Nielsen skrivit text och musik till singeln Hjärtats sång (2015), Nielsen sjunger på Lindboms musikvideo Give Me a Sign (2015)
- Hasse Andersson och Nisse Hellberg - spelade tillsammans med Nilla Nielsen på julshowen Tomtebloss & rock n roll på Sundspärlan i Helsingborg (2016)
- Eric Bazilian, Vini Lopez, Jeffrey Gaines, Joe D'Urso m fl - spelade tillsammans med Nilla Nielsen på organisationen Light of Days välgörenhetskonserter i Köpenhamn och Malmö (2017)

## Diskografi

### Studioalbum
- Redemption Sky, 2004
- Shellshocked, 2008
- Shadows, 2010
- Higher Ground, 2010
- Så nära, 2012
- Good Day, 2016

### Soundtrack
- Valhajsflickan, 2014

### Singlar
- Bite Me, 2003
- Salvation, 2004
- Found You, 2007
- The Mister Song, 2008
- Himmelen måste saknat sin ängel, 2008
- Man from the North, 2009
- Just Dance, 2009
- Underbar, 2010
- Salt, 2010
- Tror jeg elsker dig, 2011
- En annorlunda kontaktannons, 2011
- Kommer inte att sova i natt, 2012
- Jag har sett det på Facebook, 2012
- Så nära, 2012
- Let Me Shine for You, 2012
- Hjärtats sång, 2015
- Good Day, 2016
- Destination Unknown, 2016
- Santa Claus I Promise I'll Be Good Next Year (If This Is Christmas), 2017
- I Rode Up to the Rainbow on a Unicorn, 2018
- Himmelen måste saknat sin ängel (live), 2018

## Videografi
- Bite Me, 2003
- Goldfish In A Bowl, 2004
- You Should Know By Now, 2008
- The Mister Song, 2008
- Shellshocked, 2008
- Hymn for Orangutan (Lullaby for the Wounded), 2008
- Not Ready, 2009
- Found You, 2009
- Higher Ground, 2009
- Liquid Gold, 2009
- Eutopia, 2009
- Just Dance, 2009
- Shadows, 2010
- Salt, 2010
- Head Over Heels, 2010
- Spirit Sister, 2010
- En annorlunda kontaktannons, 2011
- Om jag var Gud för ikväll, 2012
- Kommer inte att sova i natt, 2012
- Jag har sett det på Facebook, 2012
- Ain't Got Much, 2013
- The Girl You Used to Know, 2013
- Så nära, 2013
- Himmelen måste saknat sin ängel, 2013
- Good Day, 2017
- Only One Crying (with Vini "Mad Dog" Lopez), 2017
- One of Us (with Eric Bazilian), 2017
- Santa Claus I Promise I'll Be Good Next Year (If This Is Christmas), 2023
- Let Me Shine for You, 2023
- Destination Unknown, 2024
- Hey Little Girl, 2024
- I Don't Know How to Fall in Love Anymore, 2024